# João Miranda Teixeira
João Miranda Teixeira (Felgueiras, 1 de dezembro de 1935) é um bispo católico português, actualmente bispo auxiliar emérito do Porto.
Frequentou o seminário de Ermesinde e terminou o curso de Teologia no Seminário da Sé, em 1960.
Foi ordenado presbítero a 7 de agosto de 1960.
Entre 1960 e 1983 ocupou as funções de professor e prefeito no Seminário do Sagrado Coração de Jesus, em Vila Nova de Gaia, vice-reitor do Seminário do Paraíso, na Foz, prefeito do Seminário Maior do Porto e vice-reitor do Seminário do Bom Pastor, em Ermesinde. Em 1967 estudou no Pontifício Ateneu Salesiano em Roma.

Foi nomeado bispo auxiliar do Porto a 13 de maio de 1983 pelo Papa João Paulo II, e bispo titular de Castello Jabar. A ordenação episcopal decorreu a 31 de julho de 1983 na Sé do Porto, tendo sido presidida pelo arcebispo Júlio Tavares Rebimbas e assistida pelos bispos António Ferreira Gomes e Domingos de Pinho Brandão.

A 30 de novembro de 2006 é nomeado Administrador apostólico "sede plena et ad nutum Sanctae Sedis" da Diocese do Porto.
Resignou ao cargo a 7 de outubro de 2011.